# Janusz Filipczak
Janusz Filipczak (ur. 1958) – polski artysta fotograf z tytułem licencjata fotograficznego Akademii Sztuk Pięknych w Poznaniu. Członek rzeczywisty i Artysta Fotoklubu Rzeczypospolitej Polskiej Stowarzyszenia Twórców (AFRP).

## Życiorys
Mieszka, pracuje i tworzy w Puławach. Od 2021 jest absolwentem Politechniki Warszawskiej (studia podyplomowe – kierunek Technologia, inżynieria chemiczna i procesowa). Fotografuje od 1973 roku – poczynając od przynależności do koła fotograficznego, funkcjonującego przy Technikum Chemicznym w Puławach. Miejsce szczególne w jego twórczości zajmuje fotografia artystyczna, fotografia kreatywna – z wykorzystaniem światła oraz faktur. W 2000 otrzymał tytuł  licencjata fotograficznego Akademii Sztuk Pięknych w Poznaniu.Prowadzi zajęcia z fotografii wielkoformatowej (Podyplomowe Studia Fotografii na Wydziale Artystycznym Uniwersytetu Marii Curie-Skłodowskiej w Lublinie). 
Janusz Filipczak jest autorem oraz współautorem wielu wystaw fotograficznych – indywidualnych, zbiorowych, pokonkursowych – w kraju i za granicą. Uczestniczy w Międzynarodowych Salonach Fotograficznych organizowanych (m.in.) pod patronatem Międzynarodowej Federacji Sztuki Fotograficznej (FIAP), zdobywając wiele medali, nagród, wyróżnień, listów gratulacyjnych (m.in. nagroda specjalna AGFY za fotografię reklamową w IV Fotograficznych Mistrzostwach Polski w 1997 roku oraz wyróżnienie w europejskim konkursie AGFA European Portrait Award w 2000 roku. Jego prace były prezentowane (m.in.) w Belgii, Danii, Francji, Hiszpanii, Holandii, Jugosławii, Niemczech, Portugalii oraz w Polsce. W 2022 został przyjęty w poczet członków rzeczywistych Fotoklubu Rzeczypospolitej Polskiej Stowarzyszenia Twórców (legitymacja nr 502). W 2024 został laureatem Nagrody Prezydenta Miasta Puławy – za całokształt pracy na rzecz twórczości artystycznej.